# 阿特施泰滕-珀布灵
阿特施泰滕-珀布灵是奥地利下奥地利州梅尔克县的一个市镇。总面积27.27平方公里，总人口1174人，人口密度43.1人/平方公里（2005年）。